# Nogoa River
Nogoa River är ett vattendrag i Australien. Det ligger i delstaten Queensland, omkring 630 kilometer nordväst om delstatshuvudstaden Brisbane.
Omgivningarna runt Nogoa River är i huvudsak ett öppet busklandskap. Trakten runt Nogoa River är nära nog obefolkad, med mindre än två invånare per kvadratkilometer.  Genomsnittlig årsnederbörd är 819 millimeter. Den regnigaste månaden är januari, med i genomsnitt 153 mm nederbörd, och den torraste är augusti, med 10 mm nederbörd.